# Ruud Lubbers
Ruud Lubbers (7. května 1939 Rotterdam – 14. února 2018, Rotterdam) byl nizozemský křesťanskodemokratický politik. Téměř 12 let byl premiérem Nizozemska (1982–1994). Byl nejdéle sloužícím nizozemským premiérem, než ho překonal Mark Rutte. Zároveň je dosud nejmladším politikem, který se v Nizozemsku ujal tohoto úřadu (43 let). Ve stejné době jako premiér byl lídrem strany Křesťanskodemokratická výzva (Christen-Democratisch Appèl). V letech 1973–1977 byl ministrem hospodářství (ve vládě Joopa den Uyla). Byl silně ovlivněn thatcherismem a neoliberalismem, jeho známé volební heslo znělo „více obchodu, méně vlády“ (meer markt, minder overheid). Po skončení politické kariéry přešel do akademické sféry, již však roku 2001 opustil, aby se stal vysokým komisařem OSN pro uprchlíky. Na tomto postu zůstal do roku 2005, kdy ho opustil kvůli obvinění ze sexuálního obtěžování. Roku 1995 mu byl udělen čestný titul Minister van Staat, který zajišťuje v nizozemské politice neformální autoritu. Byl členem tzv. Madridského klubu.

## Vyznamenání
- rytíř Řádu nizozemského lva – Nizozemsko, 11. dubna 1978
- velkokříž Řádu prince Jindřicha – Portugalsko, 31. října 1987[1]
- rytíř velkokříže Řádu nizozemského lva – Nizozemsko, 8. října 1994